# Balena (de cotilla)
|  | Per a altres significats, vegeu «balena». |

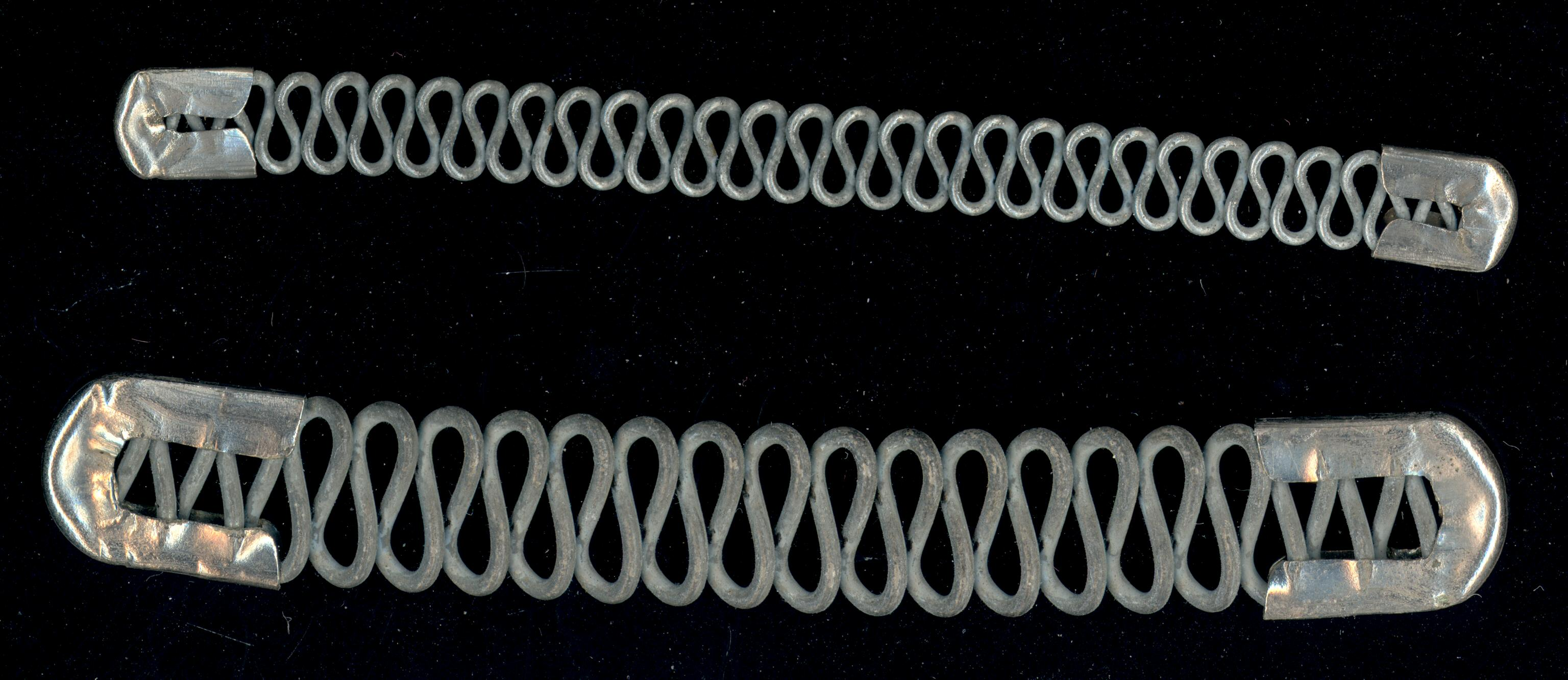
Balenes metàl·liques espirals de 5 mm i 10 mm

Les balenes o costelles són el nom donat a les tiges, generalment metàl·liques, dins les cotilles, que els donen forma i manteniment i permeten de modelar el cos del portador.

## Història

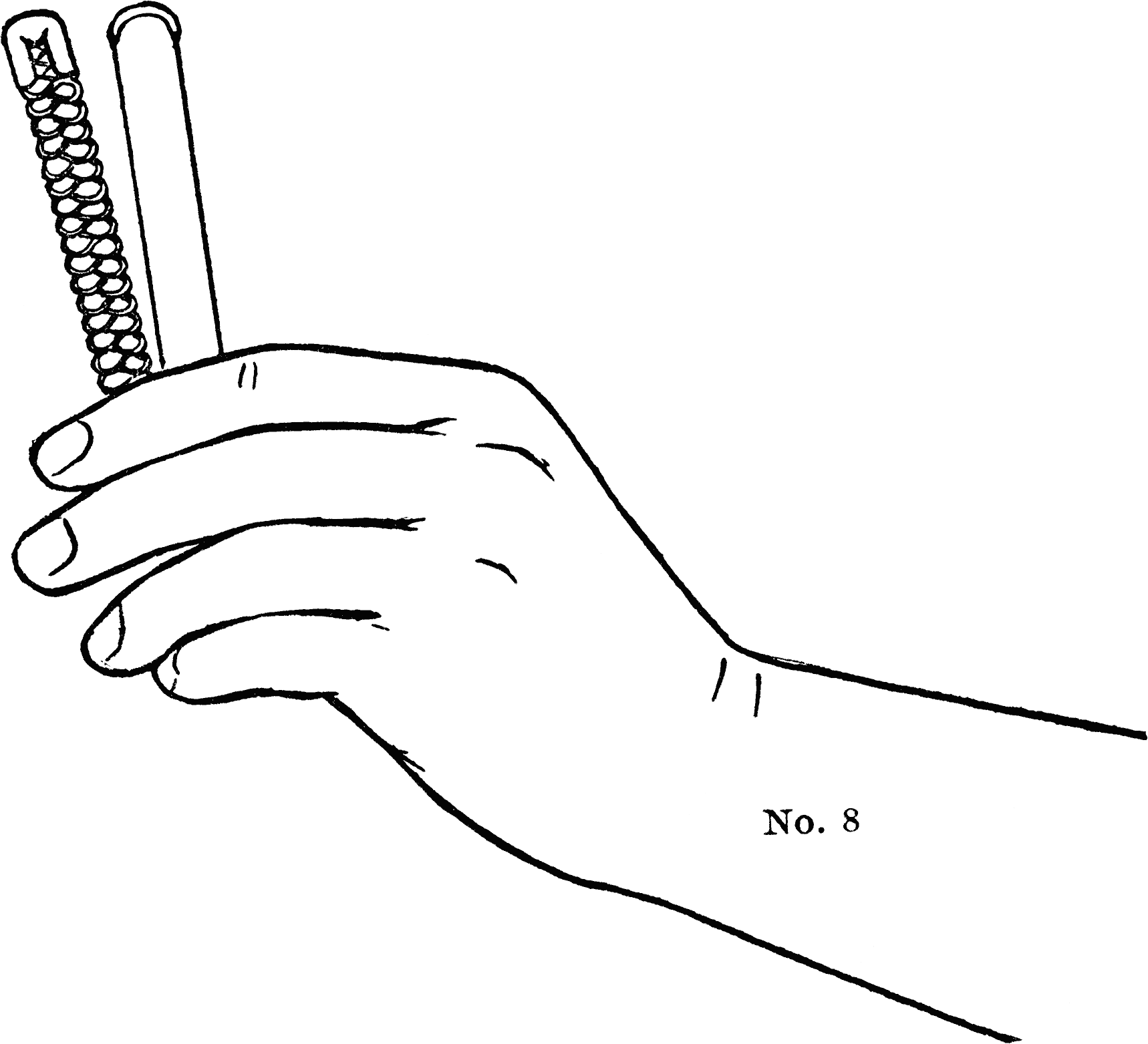
Spirella al costat d'un tros d'estany pla

El propòsit del desossament en una cotilla variava lleugerament d'època a època. En general, les propietats de cinturó/conformació de la cotilla posen tensió a la tela amb la qual està feta la cotilla. El desossament admet la forma desitjada i evita l'arrugada del teixit de la cotilla. Els ossos, i les substàncies utilitzades per a aquest propòsit, s'anomenen genèricament desossament.
Les cotilles dels segles XVI al XVIII (anomenades "estades", " cossos " o "cossos") estaven destinades a modelar la part superior del tors en una forma rígida, semblant a un con. Les primeres cotilles tenien un busk de fusta col·locat als frontals centrals de les cotilles; aquests primers busks eren diferents dels més moderns busks d'acer que tenen fermalls per facilitar l'obertura i el tancament de la cotilla des del davant. Les cotilles dels segles XVII i XVIII eren la majoria de vegades molt desossades, amb poc o cap espai entre els canals ossis. Això era necessari per forçar el cos a adaptar-se a la forma desitjada de l'època. En aquella època, els materials més populars utilitzats per al desossament eren la canya comuna o la barba de balena. L'os de balena era el material més utilitzat i el més car.
Dels orígens de la cotilla al segle XVI fins al segle XVIII, els cotillers o cotillaires utilitzaven per a les seves cotilles veritables barbes de balenes, estretes, sòlides i flexibles, en molt gran nombre.

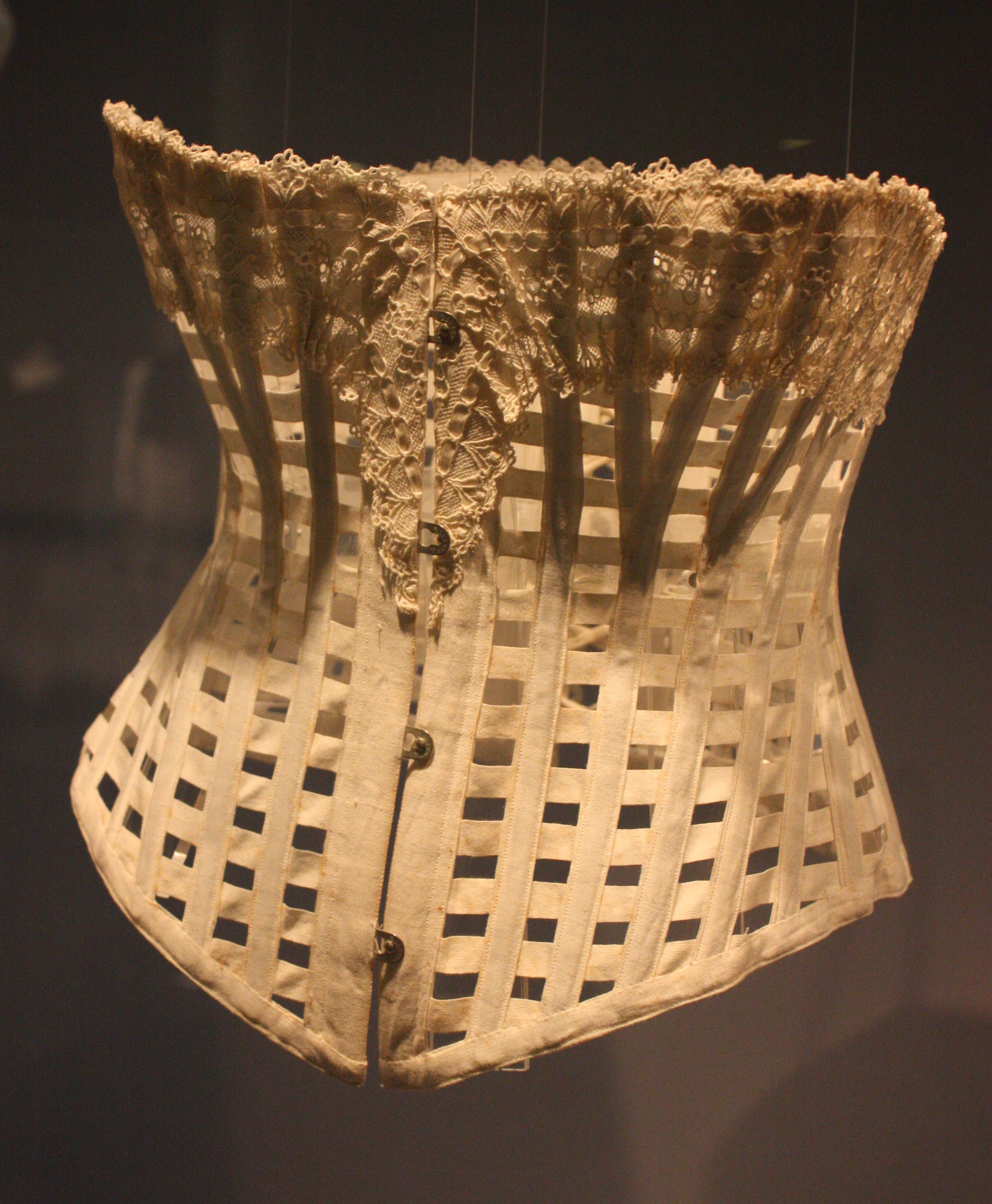
Cotilla "ventilada" anglesa d'os de balena i cotó, finals del segle XIX (Victoria and Albert Museum)

A principis del segle xix va portar un estil de cotilla molt diferent (encara es diu "estades"). Un retorn a la forma natural o "clàssica" va ser acceptat per la moda, i per primera vegada a la història de la cotilla, el bust es va separar. Per aconseguir i millorar la separació del bust, es va utilitzar el " busk ". El busk era essencialment un os gran i rígid en forma de "paleta de paleta" inserit en una carcassa a la part davantera central de la cotilla. Aquests buscs estaven fets de fusta, ivori, os o barbas i sovint eren tallats de manera elaborada i donats com a regal. Sovint era l'únic os dins de les cotilles d'aquest tipus, ja que una altra forma requerida era proporcionada pel tall del patró i millorada amb cordons (cotó o cordons similars dins de les carcasses). El cordó de les cotilles (estades) de principis del segle XIX era sovint molt elaborat, i es poden trobar exemples de moltes estades de cordó precioses a les col·leccions dels museus.
A mitjans del segle xix va portar cotilles més complexes (ja no es diuen estades) i cordons més ajustats, que requerien més desossament per crear la forma desitjada. El modern split busk era popular, ja que permetia que les cotilles s'obrissin fàcilment al davant. L'acer i la balena (os de balena) eren els materials dominants per al desossament i ocasionalment s'utilitzaven junts. A l'últim quart del segle XIX, les barbades s'encaressin cada cop més i es feien més difícils d'adquirir. Això va encoratjar l'experimentació en tipus de materials utilitzats per al desossament. Algunes de les alternatives més populars eren les tires de suro, els cordons, l'acer de moll de rellotge, Coraline i Featherbone. Coraline es va fabricar a partir de les fibres rectes i rígides de la planta mexicana ixtle, unides per dos fils de fil embolicats en direccions oposades. Featherbone es va fabricar a partir de plomes de plomes. El tors extremadament rígid i allargat, popular entre la dècada de 1880 i principis de la dècada de 1890, va requerir un extens desossament per suportar i millorar les cotilles modelades al vapor i midades de l'època.

## Classes
Hi ha tres tipus de balenes :
- les balenes d'acer inoxidable, utilitzades per les corseters i venudes al metre (fr.cerclette) o bé ja tallades, recobertes de plàstic blanc per a córrer encara menys de riscos de rovell. Són més o menys flexibles, segons el gruix i l'amplada de la balena
- les balenes dites « espirals » o « molla », poden servir ocasionalment, constituïdes igualment d'acer però encara més flexibles, ofereixen menys manteniment però més flexibilitat
- les balenes de plàstic venudes en rotlles, al metre, utilitzades en els bustiers de confecció (llenceria, vestits de núvies...) S'empren igualment com a disfressa i presenten característiques pròximes de les barbes de balena utilitzades a l'origen : amb la calor del cos, es deformen lleugerament i esposen les formes. Són més o menys flexibles en funció de llur espessor i llur lleugeritat, la qual cosa de vegades les fa preferir a les balenes de metall